# Маасская школа
Маа́сская шко́ла, также мёзская или мозанская (фр. art mosan) — традиционное обозначение историко-региональной школы романского искусства, которая сложилась на северо-западе Европы в XI—XIII веках в бассейне рек Маас (Мёз) и Рейн. Более широкое определение: школа Мааса и Рейна (нидерл. Maas-Rijn).
По течению рек Маас, Рейн, Мозель (приток Рейна; нем. Moseltal) расположены старинные центры художественных ремёсел, главные города Лотарингии: Люневиль, Мец, Нанси, а также германские — Трир и Кобленц. В долине Рейна — Кольмар, Страсбург, Карлсруэ, Мангейм, Дюссельдорф, Кёльн, Эссен. В нижнем течении Мааса, Рейна и Шельды (их русла соединены каналами) расположены важные центры средневековой западноевропейской культуры — города и монастыри Льежского епископства, а также Намюр, Маастрихт, Ахен. Ныне эта территория находится в границах Бельгии, Нидерландов и немецкой земли Северный Рейн-Вестфалия, между которыми и распределены основные памятники рейнско-маасской школы.
Отличительная черта этой школы — прямое наследование и развитие традиций искусства Каролингов, мастера которого ориентировались на античные и византийские образцы. Даже в период зрелого средневековья местные художники оставались под впечатлением от капеллы Карла Великого. Такая преемственность связана с тем, что долина Мааса была расположена в Хеспенгау, самом центре франкского государства; здесь же находилась столица Карла Великого — город Ахен с местной сокровищницей произведений искусства.
В XII—XIII веках в долине Рейна и Мозеля действовали мастерские бронзового литья, монастырские скриптории и мастерские книжной миниатюры, резьбы по слоновой кости и ювелирного искусства., в которых производили знаменитые изделия с филигранью и цветной эмалью. Традиции древней кельтской выемчатой эмали по меди развивал выдающийся валлонский мастер, каноник монастыря Хью — Годфруа де Хью, или Годфруа де Клэр (Godefroid de Claire, ок. 1100—1173). Он изготавливал реликварии с эмалями и драгоценными камнями. Последователем (возможно, учеником) Годфруа был знаменитый ювелир, бронзолитейщик, скульптор и чеканщик Николя из Вердена. Он создал «Раку трёх Святых королей (волхвов)» для собора в Кёльне.
Традиции лотарингских и нижнерейнских мастерских в XIV—XVI веках продолжили мастера Лиможа, знаменитых лиможских эмалей.
В XV—XVI веках земли Мааса-Рейна стали родиной искусства эпохи Северного Возрождения.
|                                                                       |  |                                |  |                                          |
| Льежская купель работы Ренье из Юи. церковь св. Варфоломея. 1107—1118 |  | Базилика Девы Марии. Маастрихт |  | Дарохранительница из Кёльна. Ок. 1180 г. |